# Unión de Partidos Socialistas para la Acción Internacional
La Unión de Partidos Socialistas para la Acción Internacional (UPSAI) fue la agrupación de partidos socialistas partidarios de una vía intermedia entre la Segunda Internacional y la Comintern. Llamada también Internacional Dos y medio o Internacional de Viena. Fundada en una reunión realizada el 27 de febrero de 1921 en Viena (Austria). Disuelta en 1923 al fusionarse con la Segunda internacional para crear la Internacional Obrera y Socialista. Su secretario general fue Friedrich Adler.
En la primera reunión (1921) estuvieron presentes 10 partidos entre los que destacan: USPD de Alemania, SFIO de Francia, Partido Laborista Independiente (Reino Unido), Partido Socialista Suizo, Partido Socialista Independiente (Rumania) y el SPÖ de Austria. En abril de 1921 se integra el PSOE de España.
Tuvo una diversidad de nombres oficiales según la lengua correspondiente:
- International Working Union of Socialist Parties (inglés)
- Union des partis socialistes pour l'action internationale (francés)
- Unione dei Partiti Socialisti per l'Azione Internazionale (italiano)
- Internationale Arbeitsgemeinschaft Sozialistischer Parteien (alemán)